# كوري ميس
كوري ميس (بالإنجليزية: Corey Mays)‏ هو لاعب كرة قدم أمريكية أمريكي، ولد في 27 نوفمبر 1983 في شيكاغو في الولايات المتحدة.

## وصلات خارجية
- كوري ميس على موقع مرجع كرة القدم المحترفة.كوم (الإنجليزية)